# Каинит
Каини́т (от др.-греч. καινός — «новый») — минерал, двойная соль магния и калия KCl·MgSO4·3H2O. Цвет — серый, желтый, красный. Используют для получения калийных удобрений, металлического магния.